# میشل پاتریک بویزورت
میشل پاتریک بویزورت (انگلیسی: Michel Patrick Boisvert؛ زادهٔ) یک کارمند دولتی سیاست‌مدار اهل هائیتی است که از ۲۵ فوریه ۲۰۲۴ به عنوان نخست‌وزیر موقت هائیتی خدمت می‌کند. شورای انتقالی ریاست جمهوری، که در ۲۵ آوریل افتتاح شد، قدرت جایگزینی او را دارد. بویزورت از سال ۲۰۲۰ به عنوان وزیر اقتصاد و دارایی، ابتدا در کابینه‌های جوزف جوته، کلود جوزف و آریل هنری خدمت کرده است. بویزورت پیش از این از سال ۲۰۱۸ تا ۲۰۲۰ به‌عنوان مدیرکل وزارت اقتصاد و دارایی خدمت می‌کرد. در میان تشدید بحران هائیتی در فوریه تا مارس ۲۰۲۴، بویزورت به عنوان سرپرست نخست‌وزیر، نظارت بر عملیات دولت آریل هنری در طول غیبت او از هائیتی را بر عهده داشت. پس از استعفای رسمی هنری در ۲۴ آوریل ۲۰۲۴، بویزورت به عنوان سرپرست موقت کشود هائیتی به کار خود ادامه داد.